# باقر (نام)
باقر از نام‌های اسلامی-عربی است که در ایران نیز به عنوان نامی مردان به کار می‌رود. باقر ممکن است به یکی از این موارد اشاره کند:
- نمر باقر النمر
- میرزا باقر زنجانی
- باقر آیت‌الله‌زاده شیرازی
- باقر لاریجانی
- باقر پرهام
- باقر هاشمی
- باقر سلیمان‌نژاد
- باقر نیاری